# 폼페이
폼페이(이탈리아어: Pompeii)는 고대 로마의 도시이다. 위치는 이탈리아 남부 캄파니아주 나폴리 인근으로, 현재 행정 구역으로는 나폴리 광역시 폼페이 코무네에 속한다. 농업과 상업의 중심지이자, 로마 귀족들의 휴양지였으나, 79년 8월 24일 베수비오산 분화로 인근의 헤르쿨라네움 등과 함께 화산재와 분석에 묻혀 파괴되었다.

## 위치
나폴리에서 남서쪽으로 23 km 떨어진 베수비오 산 근처에 있었으며, 사르누스(지금의 사르노)강 어귀 북쪽으로 흘러든 선사시대의 용암에 의해 형성된 돌출부 위에 건설되었다.

## 역사

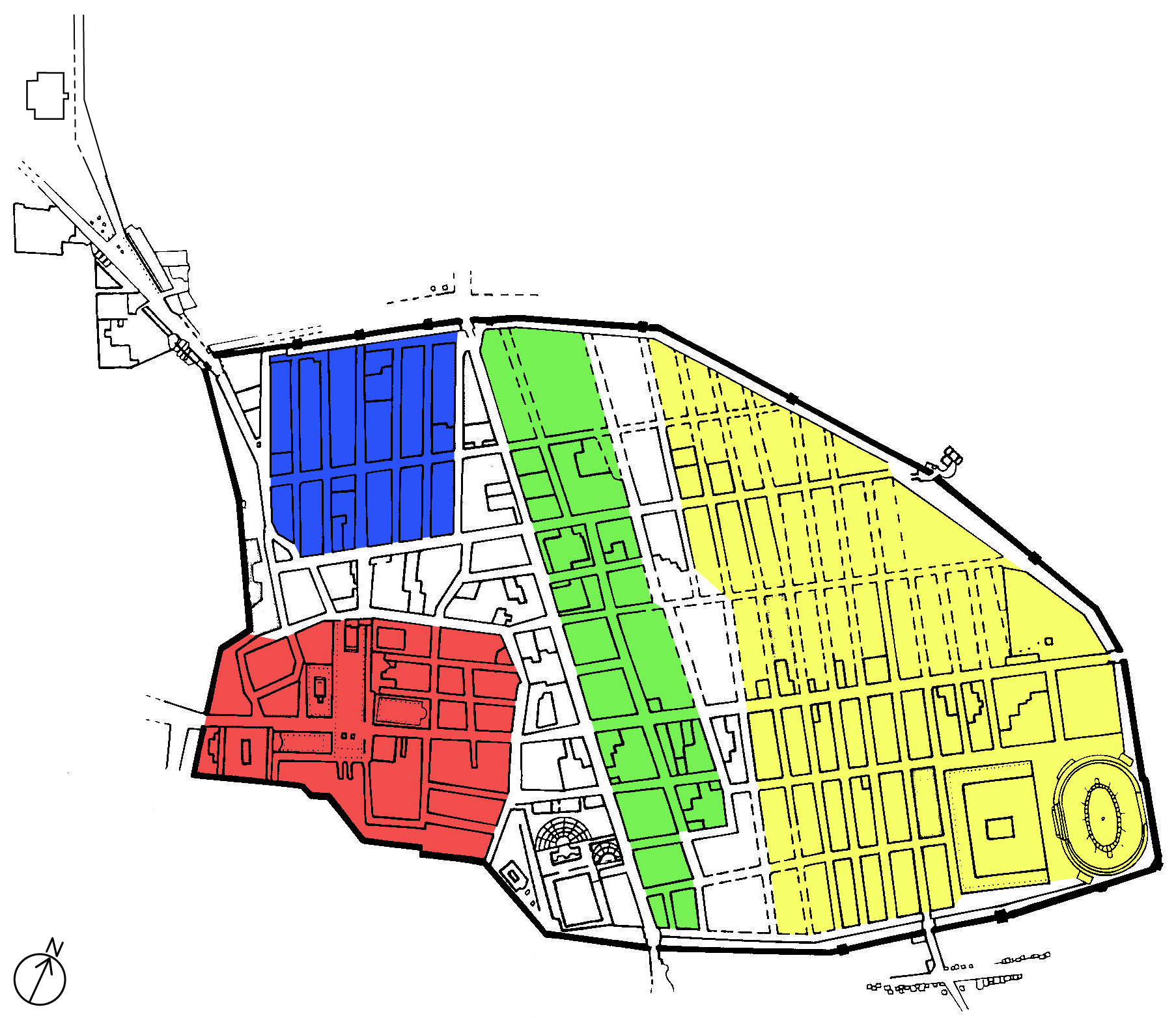
폼페이의 단계별 확장
초기
제1차 확장 (기원전 4세기)
제2차 확장
로마의 확장 (기원전 89세기~)

79년 베수비오산 분화의 영향권: 검은색 구름은 화산재와 분석(噴石)의 분포지를 나타낸다. 폼페이와 다른 도시들이 영향권에 들어 있다.

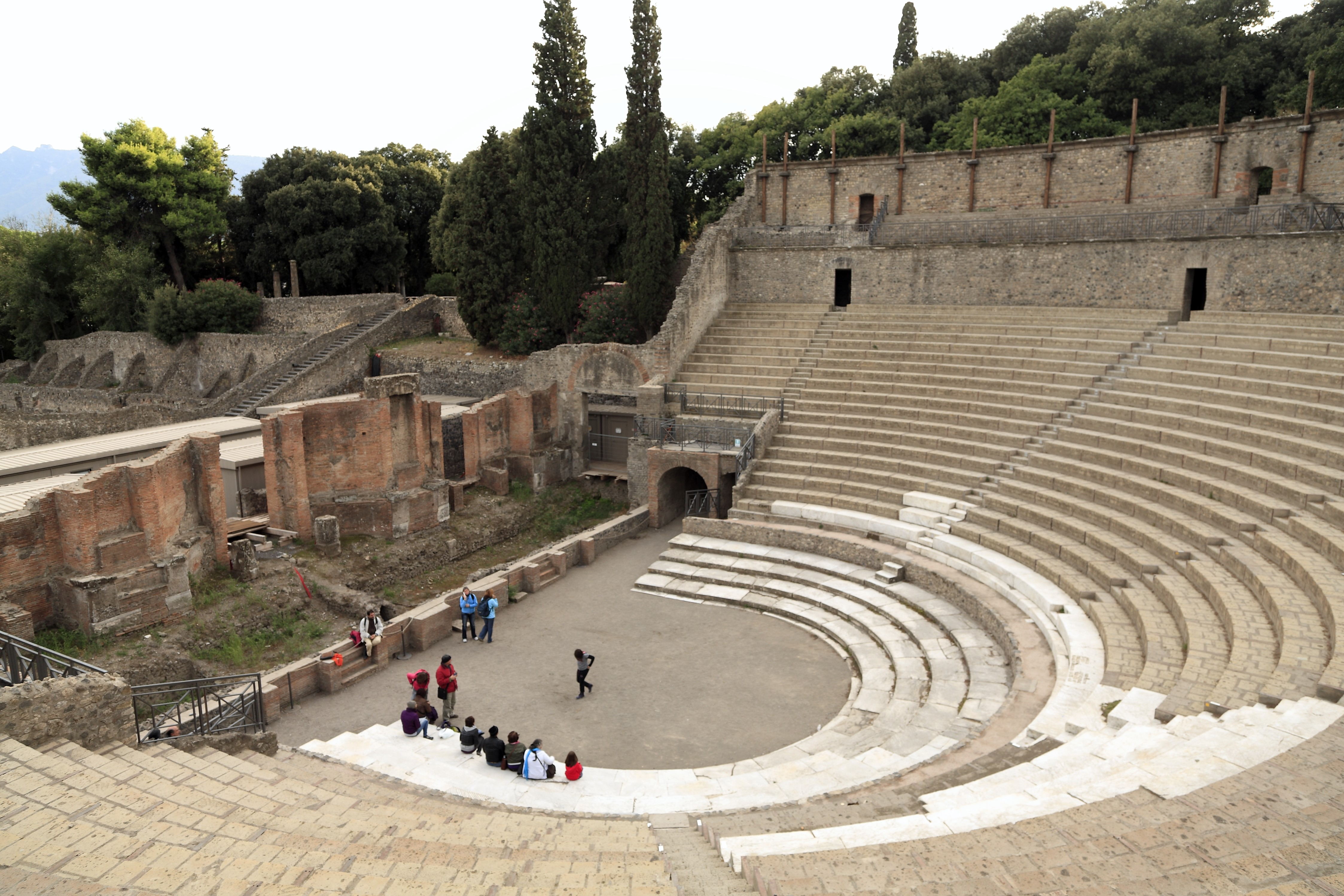
대형 극장

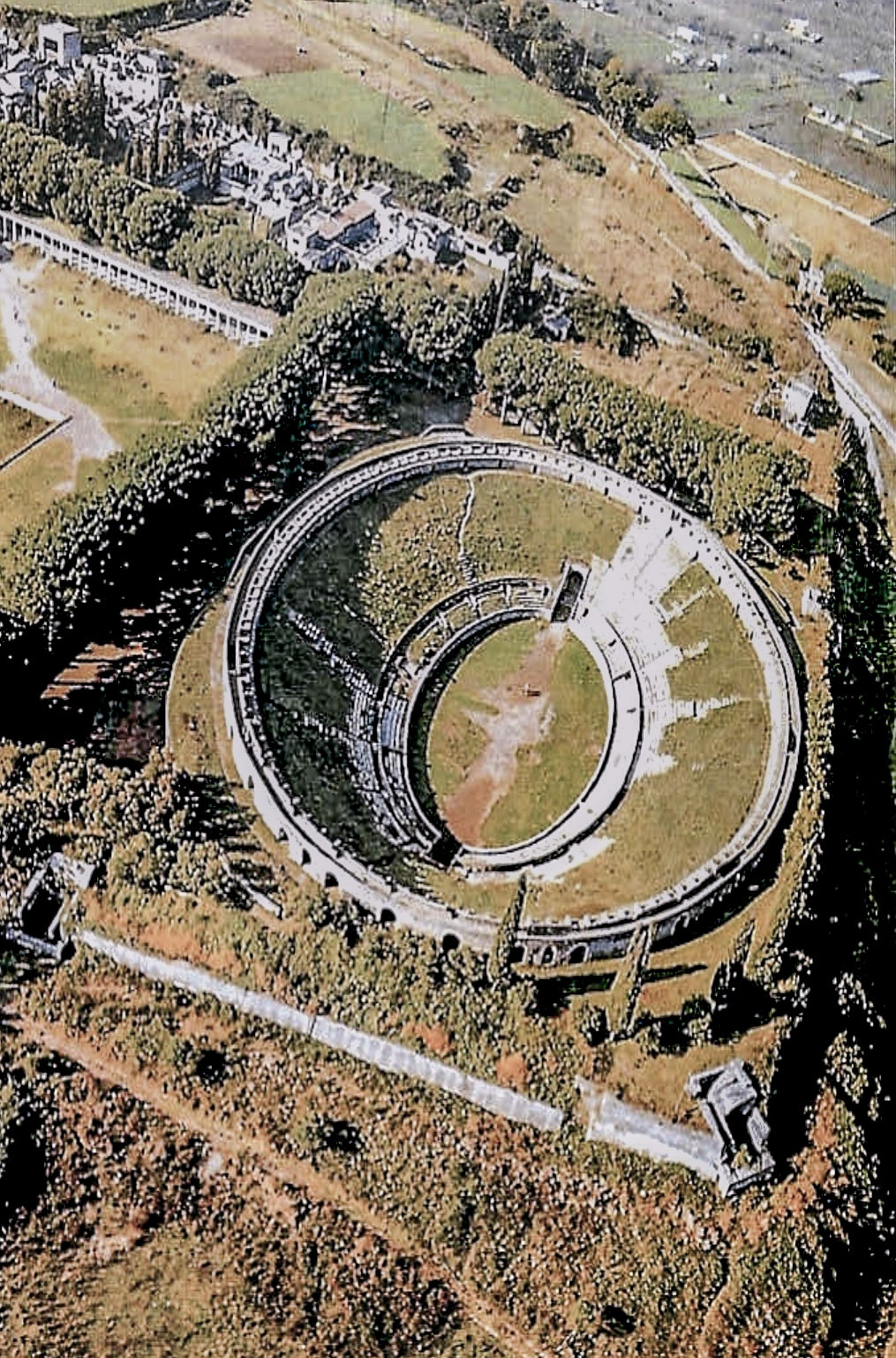
원형경기장

폼페이는 기원전 89년에 로마의 지배하에 들어간 이후 철저하게 로마화가 진행된 도시였으며, 로마의 상류계급, 즉 특권층 사람들이 호화 별장을 건설했던 휴양지로, 지금의 베벌리힐스에 버금갈 정도였다.
화산이 폭발하기 전인 63년 2월에 대지진이 일어났음에도 도시는 착실하게 재건되고 있었지만, 그로부터 16년 뒤 도시 전체는 화산재 밑에 묻혀버리고 사람들 사이에서 완전히 잊혀갔다.

### 초기
기원전 524년 무렵, 에트루리아인들은 폼페이를 포함한 이 지역에 정착하여 사르노강(江)에서 바다와 내륙을 연결하는 교통로를 발견하였다. 그리스인들과 같이 에트루리아인들은 폼페이를 군사 정복이 아닌 단순 지배했으며, 폼페이는 일종의 자치권을 누렸다.

### 삼니움 시대
기원전 450~375년 사이에 도시의 넓은 지역이 버려졌고, 아폴로 신전과 같은 중요한 성소에서는 봉헌물이 갑자기 사라지기도 했다. 한편, 아브루초와 몰리세 지역 출신이자 로마의 동맹이었던 삼니움족은 기원전 423년에서 420년 사이에 그리스 쿠마이를 정복하였다. 새 통치자들은 점차적으로 자신들의 건축 양식을 도입하고 도시를 확장하였다.
기원전 343년에서 341년 사이 삼니움 전쟁 당시, 최초의 로마군이 캄파니아 평원에 진입하면서 로마의 관습과 전통을 가져왔으며, 기원전 340년부터 시작된 로마 라틴 전쟁 당시 삼니움인들은 로마에 충성하였다. 이후 삼니움족의 지배 하에 있던 폼페이는 로마의 영향권에 들어갔다. 기원전 4세기 후반, 폼페이는 중심부에서 성벽이 없는 지역으로 확장되기 시작했다.

### 로마 시대
폼페이는 동맹시 전쟁에서 로마에 반기를 든 캄파니아의 도시 중 하나였으며 기원전 89년에 술라에게 포위당했다. 루키우스 코르넬리우스 술라는 전략적으로 취약한 포르타 에르콜라노를 포격했는데, 수천 발의 발리스타 포탄이 벽에 남긴 충격 분화구는 아직도 남아 있다.
성벽 내부의 많은 주변 건물도 파괴되었다. 루키우스 클루엔티우스가 이끄는 사회 동맹의 전투 경험이 풍부한 군대가 로마인에 저항하는 데 도움을 주었으나, 폼페이는 놀라 정복 후 항복을 강요받았고, 결과적으로 폼페이는 콜로니아 코르넬리아 베네리아 폼페이아노룸이라는 로마의 식민지가 되었다. 술라의 참전 용사 중 다수는 도시 안팎에서 토지와 재산을 받았지만, 로마에 반대하는 많은 사람들은 재산을 박탈당했다. 이후 폼페이인들은 로마 시민권을 부여받았고 빠르게 로마 세계에 적응해갔다. 주요 언어는 라틴어가 되었고, 폼페이의 옛 귀족 가문 중 다수는 동화의 표시로 이름을 라틴어로 바꾸었다.
폼페이 주변 지역은 부유한 로마인들이 나폴리 만에서 살기를 원했고, 풍부한 농경지 덕에 번영하였다. 도시 외곽 인근에는 많은 농장과 별장이 건설되었고, 그중 상당수는 발굴된 상태이다. 대표적으로는 신비의 별장, 디오메데스 별장, 보스코레알레, 보스코트레카세, 오플론티스, 테르치뇨, 치비타 길리아나가 있다. 폼페이는 점차, 해상으로 도착하여 인근 아피아 가도를 따라 로마나 이탈리아 남부로 보내야 하는 상품의 중요한 통로가 되었으며, 새로운 질서 아래 많은 공공건물이 건설·개축되었다.

### 화산 폭발
79년 8월 24일 오후 1시, 이탈리아 남부 나폴리 연안에 우뚝 솟아 있는 베수비오 화산이 돌연 폭발하는 뜻밖의 일이 일어났다. 거대한 폭발과 함께 검은 구름이 분출되면서 화산이 분화하기 시작한 것이다. 화산은 엄청난 양의 화산재와 화산분출물을 뿜어냈다.
하늘에서 비오듯 쏟아져내리는 엄청난 양의 흙과 돌은 순식간에 폼페이를 뒤덮어버렸다. 운 좋게 도망친 사람들도 있었으나, 조금이라도 늦은 사람들은 피할 겨를도 없이 지상을 뒤덮은 고온 가스와 열구름에 질식하거나 뜨거운 열에 의해 타죽고 말았다. 이 폭발로 당시 폼페이 인구의 약 10%인 약 2,000명이 사망하였다.
폼페이 멸망의 참극에 대해서는 로마의 정치가 소 플리니우스가 역사가 타키투스에게 보낸 편지 속에 잘 나타나 있다. 소플리니우스는 베수비오 화산에서 40킬로미터 정도 떨어진 나폴리만 입구 미네눔에 머물고 있었는데, 폭발 당일 소플리니우스의 어머니가 베수비오 화산 상공에 이상한 모양의 거대한 구름이 떠 있는 것을 목격하고 소 플리니우스에게 알려주었다. 소 플리니우스는 좋지 않은 일이 일어날 것으로 생각하고 재빨리 어머니와 함께 먼 곳으로 피난을 떠났다. 후에 그는 편지 속에서 그때의 모습을 상세하게 묘사했다. 그리고 그의 숙부인 플리니우스는 함대의 제독으로 군함을 타고 나가 구조 활동을 펼쳤지만 독성이 강한 화산 가스에 질식해 그만 죽고 말았다.
로마 황제 티투스는 폼페이 참극에 대해 보고를 받고 곧바로 구제 조치를 취했지만, 피해 규모가 너무나 커서 화산 분출물에 의해 도시는 완전히 파묻혀버리고 말았다. 로마 황제 티투스까지 나서서 폼페이의 몰락을 막아보려 했지만 폼페이는 역사 속으로 사라지고 말았다.
타락한 도시의 신의 벌이라고 불리는 폼페이의 최후는 AD 79년 8월 24일 베수비오 화산의 폭발로 폼페이 시가 엄청난 혼란에 빠져 약 2천여 명의 시민들이 목숨을 잃고 로마의 화려한 문화를 자랑하던 광장과 대규모의 호화스러운 건물하고 극장, 상가, 그리고 당시의 최고의 설비를 자랑하던 스타비안 목욕탕(Stabian baths)이 화산재에 묻혀 멸망하고 말았다. 화산 폭발 후 조사차 이곳을 방문한 플리니우스도 사고로 목숨을 잃고 말았으며 피해상황이 하도 엄청나서 로마는 폼페이의 발굴 및 재건에 손도 못 댔고 일확천금을 노리는 도굴꾼만 득실거렸다고 한다.

## 발굴
역사에 퇴장했던 폼페이가 다시 역사에 등장한 것은, 수로공사 중에 유적이 발견된 1592년이다. 폼페이 위를 가로지르는 운하를 건설하는 과정에서 건물과 회화 작품들이 발견되었던 것이다. 이런 우연한 계기로 폼페이의 소재가 밝혀지게 되었다. 그러나 그때는 본격적인 발굴을 하기 힘든 상황이었다.
1748년에는 당시 이탈리아를 지배하고 있던 프랑스의 부르봉 왕조가 독점 사업으로 폼페이에 대한 발굴을 시작했다. 그러나 이들의 발굴은 약탈과 전혀 다를 바가 없었다. 아름다운 출토품만이 중요하게 취급될 뿐 나머지 유물들은 그 가치를 인정받지 못한 채 사장되고 말았다. 또 모자이크나 벽화 같은 폼페이 양식을 보여주는 미술품들도 충분한 조사도 없이 모조리 프랑스 왕궁으로 실려가버렸다. 1748년 발굴로 광장, 목욕탕, 원형극장, 약국 등의 유적이 발견되었다.
1861년, 이탈리아가 통일되면서 폼페이의 모습이 확연히 드러나기 시작했다. 이탈리아 국왕 빅토르 에마뉴엘 2세는 고고학자 주세페 피오렐리를 발굴대장으로 임명하고, 조직적인 발굴을 지시했다. 이렇게 해서 유적에 대한 구획 정리와 함께 본격적인 수리와 보존이 이루어지게 되었다. 발굴단은 유적들이 층층이 쌓여 있는 빈 공간에 석고를 부어넣어 당시 죽은 사람들의 모습을 재현하는 과학적인 방법을 동원하기도 했다.
그후에도 폼페이 발굴은 계속되어 현재는 도시의 약 4/5가 모습을 드러낸 상태이다. 이곳에서 나온 많은 출토품들은 현재 나폴리 미술관에 소장되어 있다.

## 작품
- 소설 《폼페이 최후의 날》- 에드워드 불워 리턴作
- 역사화《폼페이 최후의 날》 - 카를 브률로프作
- 영화 《폼페이 최후의 날》- 폴 W. S. 앤더슨作
- 영화 《폼페이 최후의 날》- 마리오 보나드作

## 사진

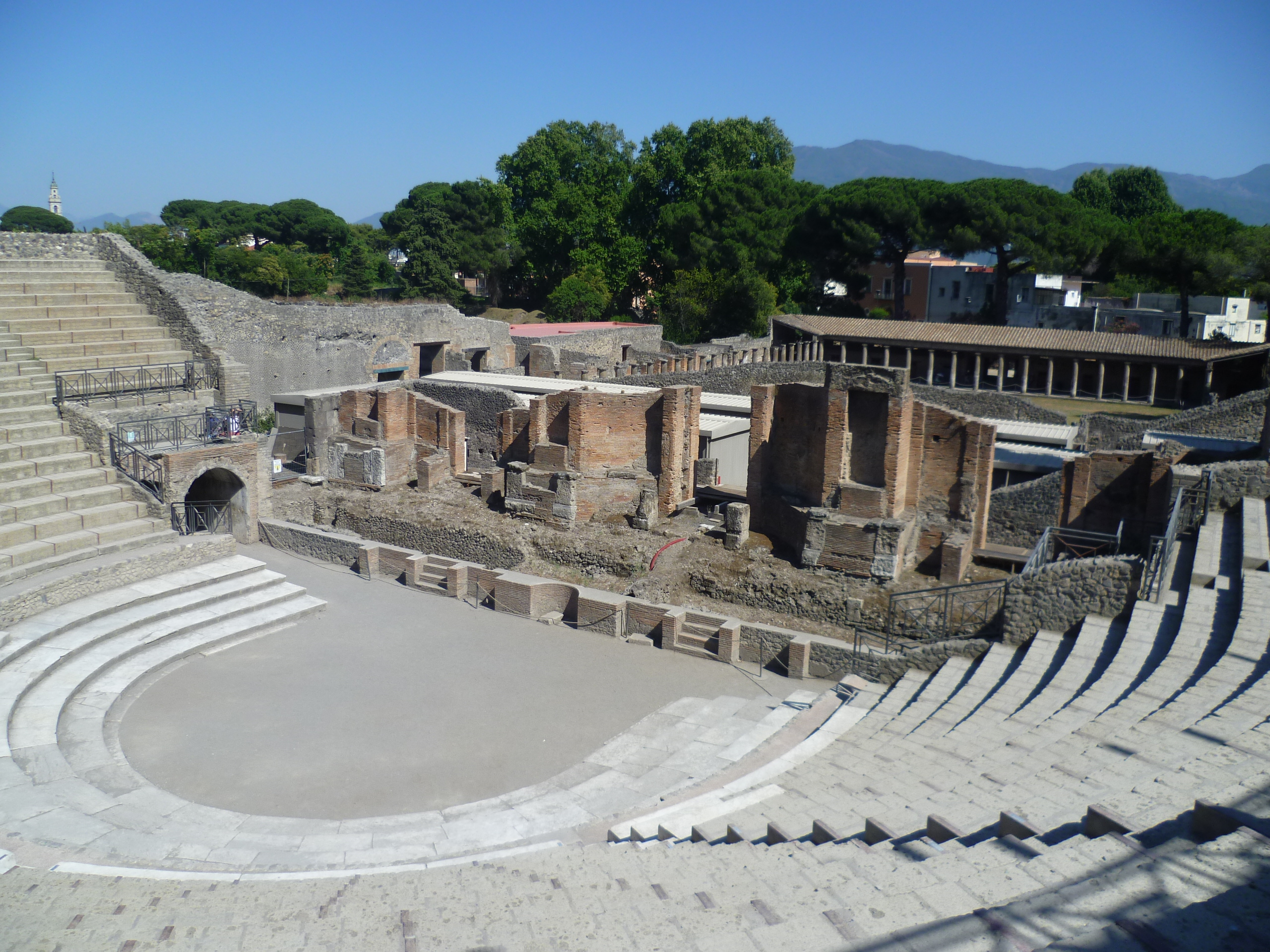
극장
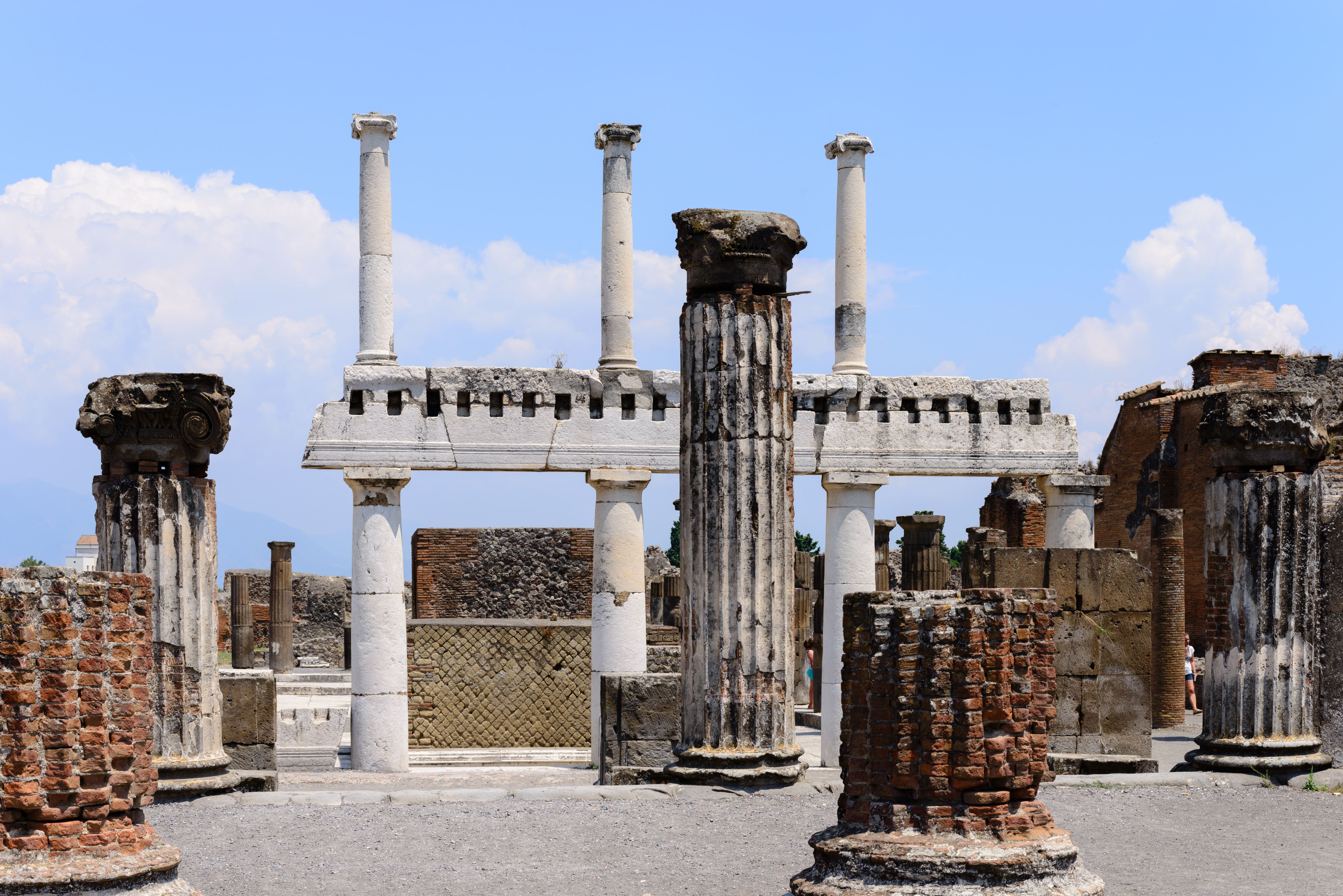
대성당 입구
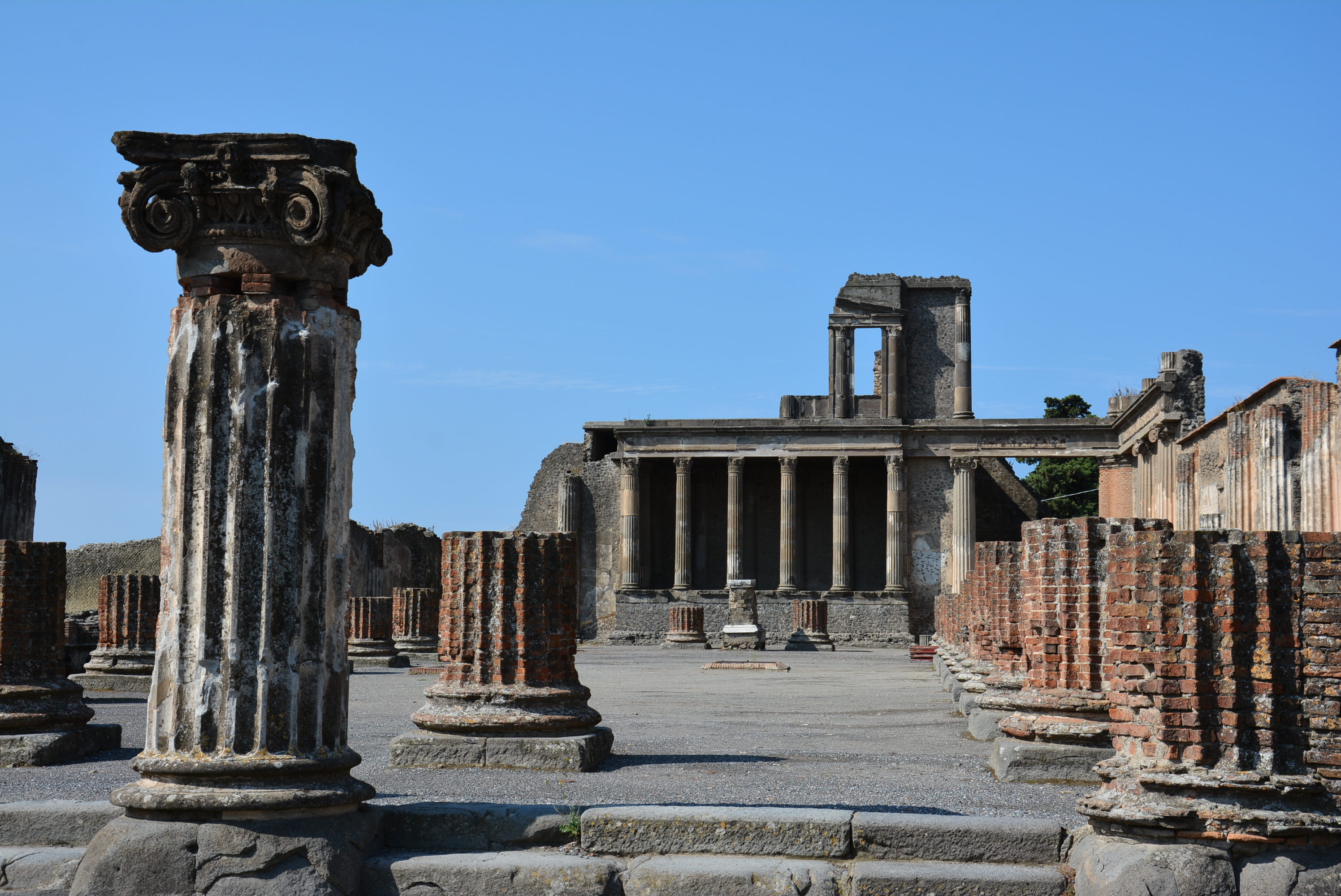
바실리카
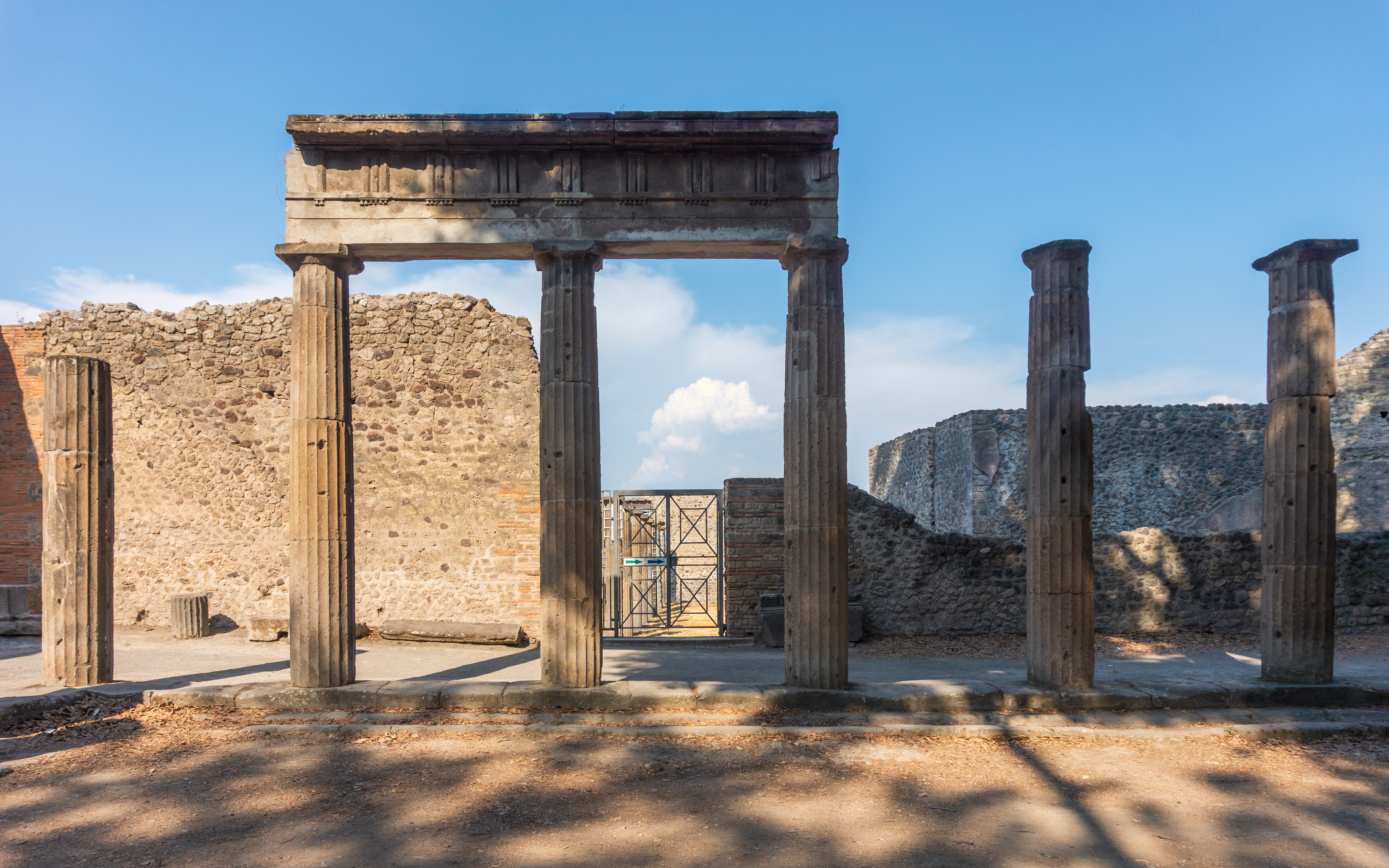
삼각형 포럼
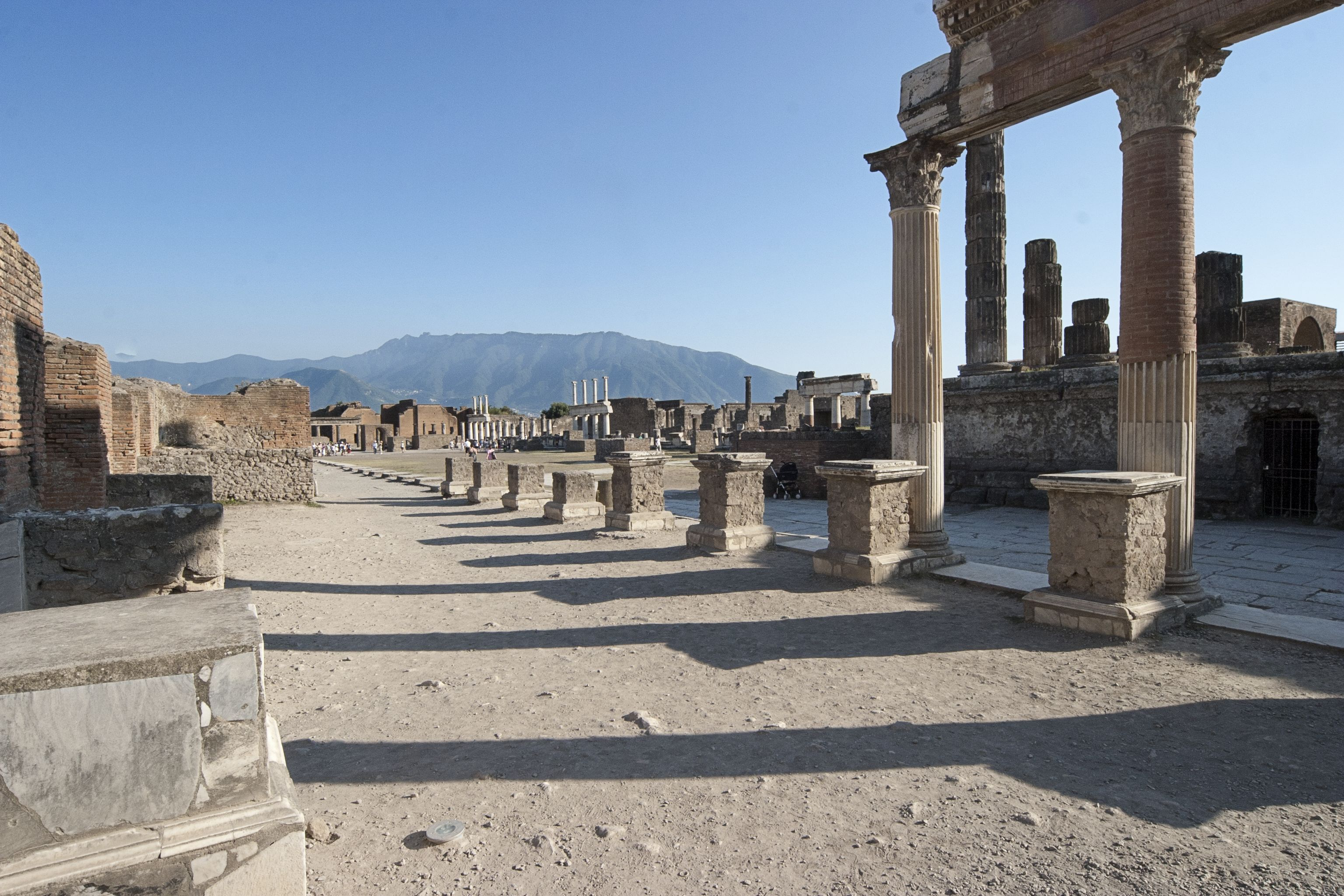
포럼
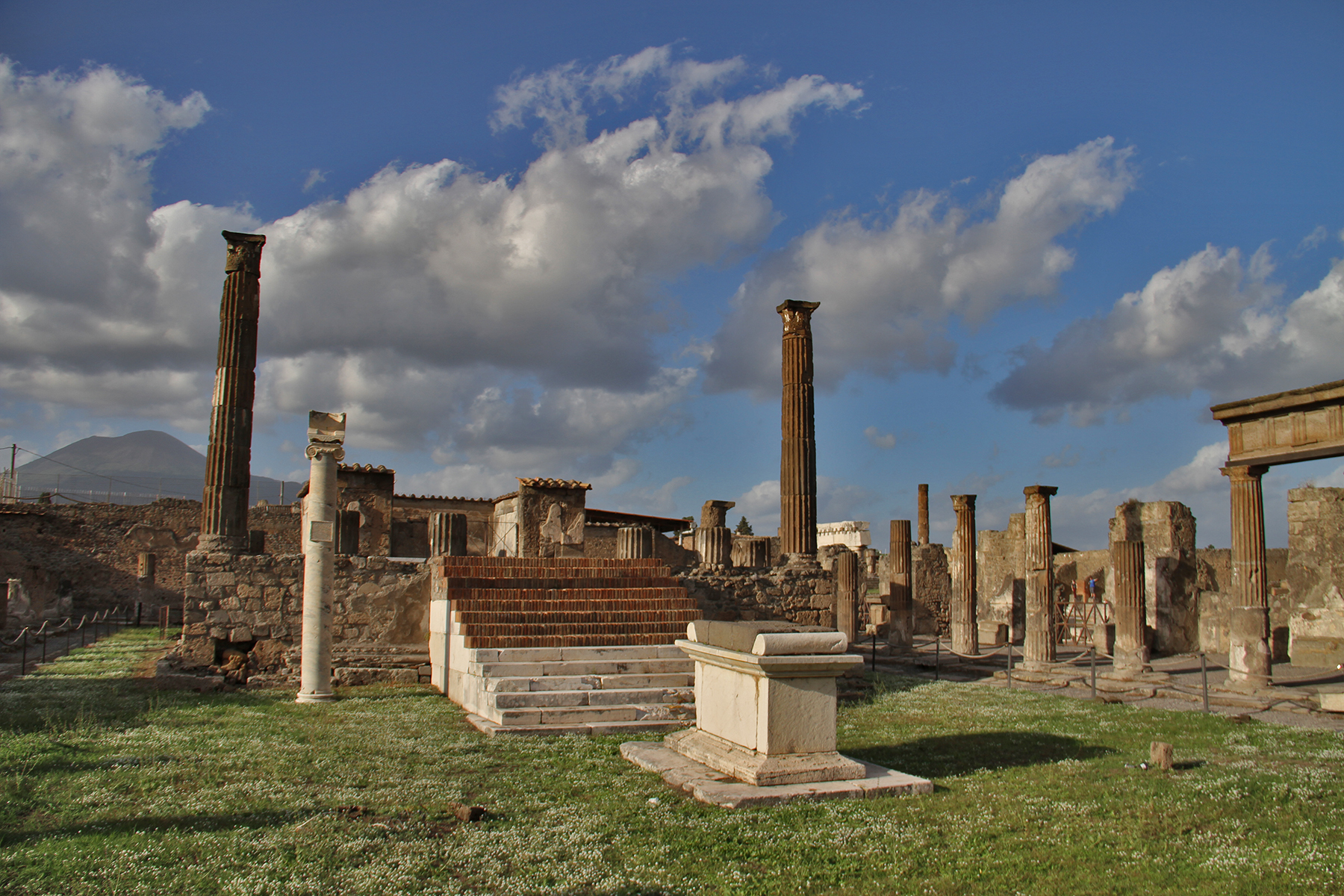
아폴로 신전
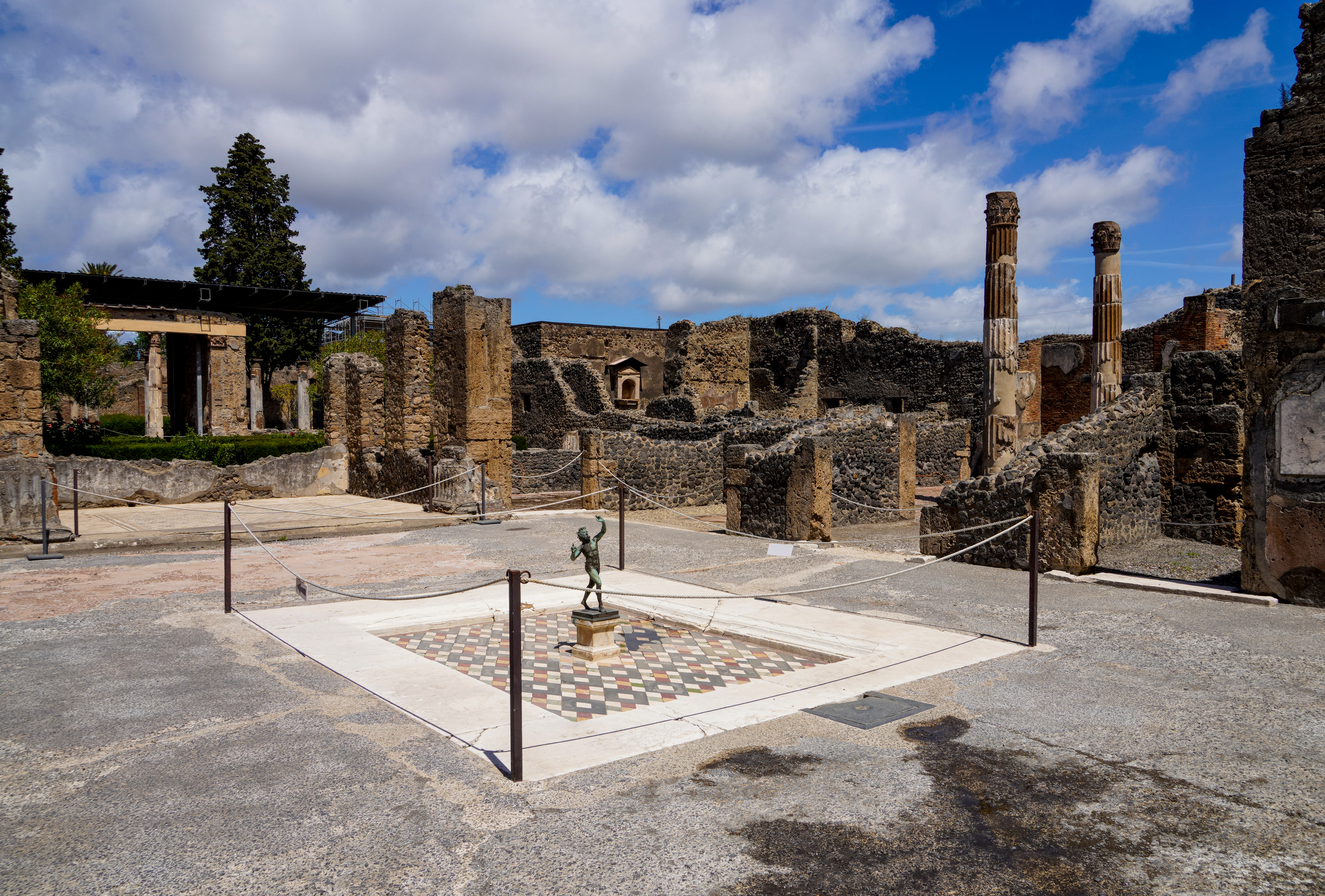
파운의 집
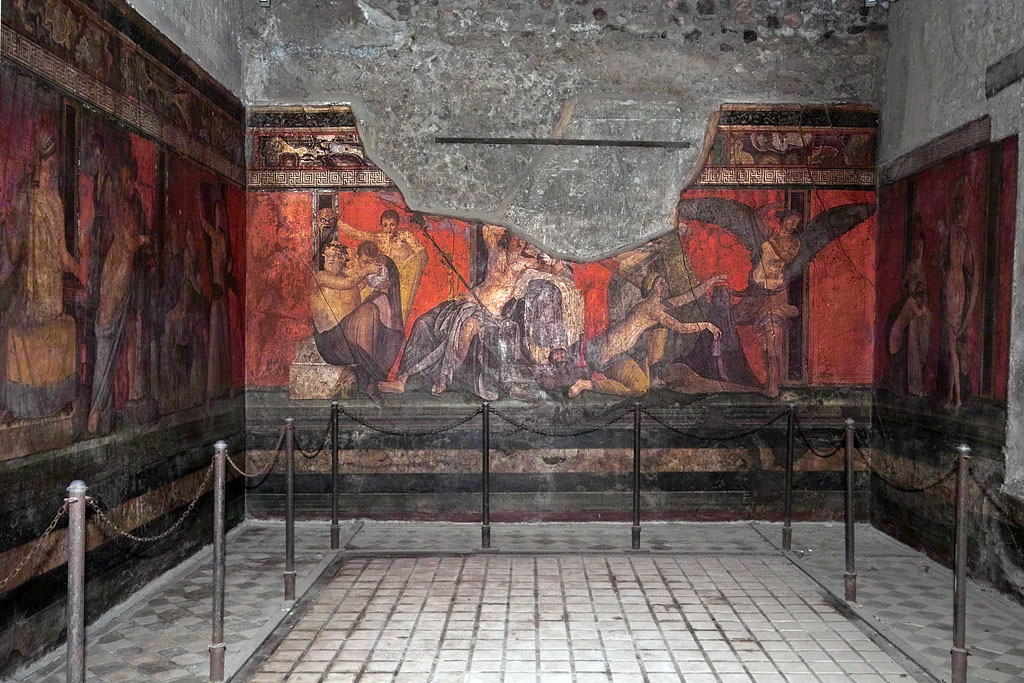
신비의 빌라
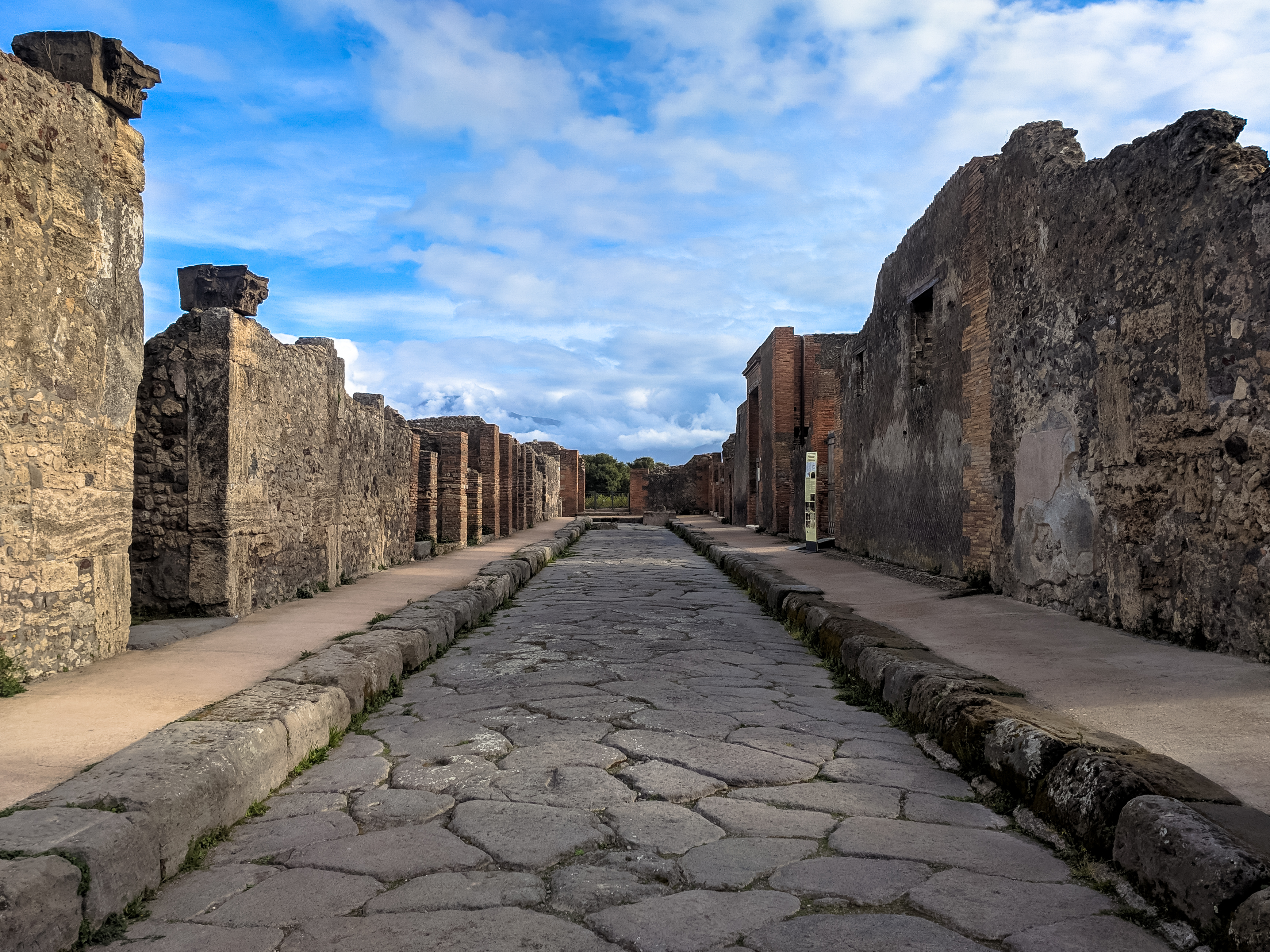
골목

## 같이 보기
- 아르메로의 비극
- 아크로티리 (산토리니섬)
- 호야 데 세렌
- 플리머스 (몬트세랫)
- 생피에르 (마르티니크)